# Plays That Good Old Rock and Roll
Plays That Good Old Rock and Roll es el segundo álbum de estudio de Neil Michael Hagerty. Fue lanzado el 4 de febrero de 2002 en formato LP y CD por Drag City.

## Lista de canciones
Todas las canciones fueron escritas por Hagerty

### Lado uno
1. "Gratitude" – 3:53
2. "Oklahoma Township" – 3:51
3. "The Storm Song" – 3:08
4. "Shaved C*nt" – 4:39

### Lado dos
1. "Some People Are Crazy" – 3:10
2. "Louisa La Ray" – 6:31
3. "It Could Happen Again" – 1:54
4. "Sayonora" – 2:35
5. "Rockslide" – 1:57